# A sivatag szerelmesei
A sivatag szerelmesei  (eredete cím: Amantes del desierto) egy kolumbiai telenovella, melyet az amerikai székhelyű Telemundo, az RTI Columbia és a Caracol Televisión készített 2001-ben. A 121 epizódból álló sorozat 2001. március 19-től 2001. szeptember 4-ig futott a Telemundo csatornán. Írója Julio Jimenez, főszereplői Maritza Rodríguez, Francisco Gattorno és Catherine Siachoque. A sivatag szerelmesei egy szenvedélyes mese szerelemről és kalandról, ami az 50-es és 60-as az évek között játszódik egy La Esmeralda nevű faluban. A sorozat az 1977-es Un largo camino című kolumbiai telenovella remake-je.

## Történet
Barbara Santana egy Esmeralda nevű kis sivatagi városban lakik. A városhoz közel helyezkedik el a Farallon, a szigorú és hirhedt börtön, amelynek Barbara apja, Miguel Santana ezredes az igazgatója. Egy nap, amikor Barbara a sivatagban lovagol, hogy segítsen egy ott élő nomád törzsnek, találkozik Andres Bustamantéval, egy keményen dolgozó és becsületes fiatalemberrel, aki nemrég fejezte be orvosi tanulmányait, de nincs elég pénze, hogy kiváltsa az engedélyét. A sors szeszélye folytán ártatlanul megvádolják egy uzsorás, Rafael Negret meggyilkolásával, életfogytiglanra ítélik és a Farallonba küldik, ahonnan még soha senki nem tudott megszökni. Az igazságtalan ítélet, a börtön kegyetlensége, a szigorú apa, a féltékeny vőlegény, a manipulatív anya és a halál fájdalma elleni harccal kell a fiataloknak szembenézniük, hogy elérhessék a boldogságot.

## Szereplők
| Szereplő                                 | Színész                | Magyar hang        |
| ---------------------------------------- | ---------------------- | ------------------ |
| Barbara Santana                          | Maritza Rodríguez      | Szénási Kata       |
| Andres Bustamante                        | Francisco Gattorno     | Viczián Ottó       |
| Micaela Fernandez                        | Catherine Siachoque    | F. Nagy Erika      |
| Miguel Santana                           | Roberto Escobar        | Szokolay Ottó      |
| Esther de Santana                        | Ana Soler              | Menszátor Magdolna |
| Idelfonso Cubillos hadnagy               | Edgardo Román          | Varga Tamás        |
| Bruno Salegue                            | Juan Pablo Shuk        | Szatmári Attila    |
| Santos Libardo / Sátánfi                 | Rolando Tarajano       | Vári Attila        |
| Moran atya                               | Helios Fernández       | Vizy György        |
| Pancho Fonseca                           | Carlos Barbosa Romero  | Szersén Gyula      |
| Bertha Fonseca                           | Maria Cristina Galvez  | Szabó Éva          |
| Tomás "Tomasito" Fonseca                 | Ricardo González       | Szokol Péter       |
| Javier Negrete                           | Agmeth Escaf           | Papp Dániel        |
| Abelardo Mejía hadnagy                   | Victor Cifuentes       | Papp János         |
| Griselda                                 | Ivette Zamora          | Málnai Zsuzsa      |
| Magdalena Libardo "Tania"/Magdalena anya | Margálida Castro       | Várnagy Katalin    |
| Alejandro García                         | Roberto Mateos         | Holl Nándor        |
| Camila Santana                           | Andrea López           | Urbán Andrea       |
| Agustín Santana                          | Santiago Bejarano      | Rosta Sándor       |
| Andrea Bustamante Santana                | Roxana Montoya         | Kántor Kitty       |
| Elena Bustamante                         | Leonor Arango          | Andresz Kati       |
| Sergio García                            | Raúl Gutiérrez         | Balázsi Gyula      |
| Isabel                                   | Patricia Tamayo        | Németh Kriszta     |
| Maria Gracia                             | María Luisa Rey        | Zsigmond Tamara    |
| Piránya                                  | Alexander Paez         | N/A                |
| Nemesia                                  | Lucy Martínez          | N/A                |
| Filomena                                 | Carolina González      | Mánya Zsófia       |
| Toño                                     | Carlos Hurtado         | N/A                |
| Josefina                                 | Liliana González       | Dögei Éva          |
| Trinidad                                 | Sandra Pérez           | Kiss Virág         |
| Jalil                                    | Alberto León Jaramillo | Németh Gábor       |
| Aurelio León tábornok                    | Julio del Mar          | Uri István         |
| Guillermo Muñoz ügyvéd                   | Fernando Corredor      | N/A                |
| Damian Fabre                             | German Rojas           | N/A                |
| Jamaica                                  | Martha Suárez          | Makay Andrea       |
| Lucia                                    | Guilied López          | Kerekes Andrea     |
| Barbie                                   | Xiomara Segura         | Závodszky Noémi    |
| Pinokkió                                 | Luís Fernando Ardilla  | Seder Gábor        |